# スコータイ空港
スコータイ空港（スコータイくうこう、タイ語 : ท่าอากาศยานสุโขทัย、英語 : Sukhothai Airport ）は、タイ王国北部、スコータイ県サワンカローク郡クローンクラチョン町（タムボン）にある空港。バンコク・エアウェイズが所有する空港である。

## 施設
1996年4月12日に開港した。滑走路は18/36方向に2,100mの長さの物が1本あり、誘導路は無く航空機は滑走路の両端で折り返す。空港ターミナルビルにはボーディング・ブリッジはなく乗客は搭乗検査後、徒歩にて駐機場まで向かう。(2023年10月現在は20人乗り程度のゴルフカートの様なユーティリティカーで送迎される)

## 就航航空会社と就航都市
国内線
| 航空会社               | 就航地                             |
| ---------------------- | ---------------------------------- |
| バンコク・エアウェイズ | スワンナプーム国際空港（バンコク） |

## 空港へのアクセス

### 鉄道
タイ国有鉄道北本線サワンカローク支線サワンカローク駅まで約12 kmの距離であるが、当駅の発着は1日当たり1往復の列車のみである。このため利便性は良くない。